# (902) Probitas
(902) Probitas es un asteroide perteneciente al cinturón de asteroides descubierto el 3 de septiembre de 1918 por Johann Palisa desde el observatorio de Viena, Austria.
Está nombrado por la palabra latina para honradez.